# North Bend (Oregon)

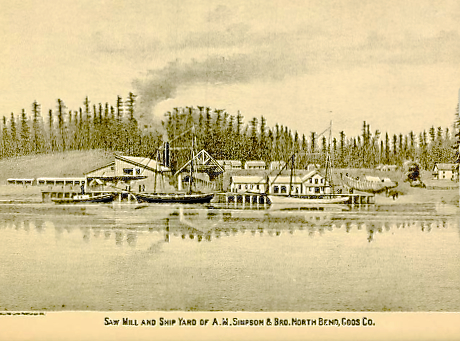
A fűrésztelep és a kikötő 1884-ben

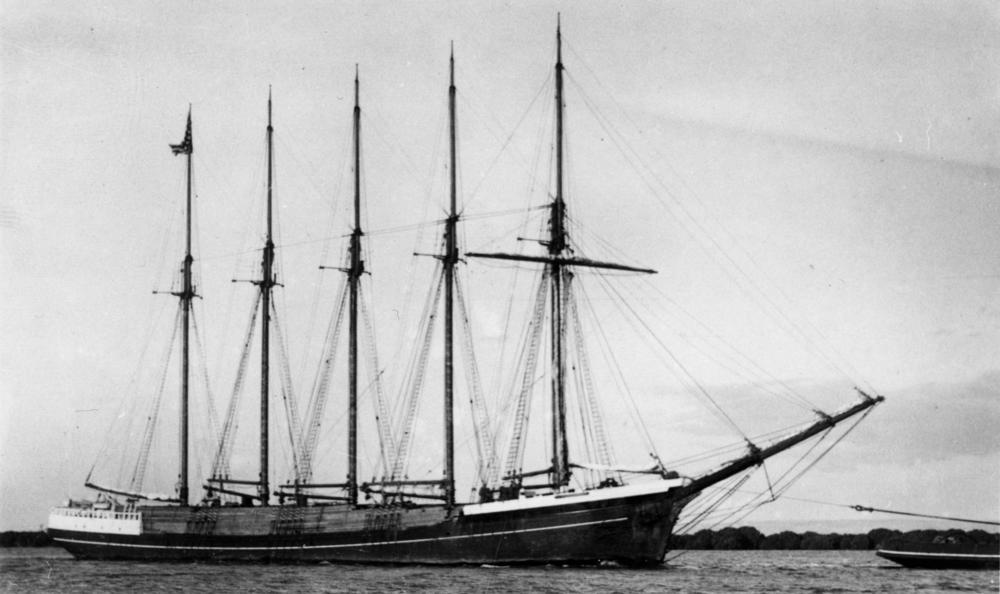
A Kruse és Banks által 1920-ban épített K.V. Kruse szkúner

North Bend az Amerikai Egyesült Államok északnyugati részén, Oregon állam Coos megyéjében, a Coos-öbölben, a Coos-folyótól délre helyezkedik el. A 2010. évi népszámláláskor 9695 lakosa volt. A város területe 13,18 km², melyből 3,03 km² vízi.
A település közoktatási intézményei a North Bend-i Iskolakerület alá tartoznak.

## Történet
A Coos-öbölben az európaiak ideérkezése előtt már több ezer éve éltek indián törzsek. A területet hazájuknak tekintő coos, alsó-umpqua, siuslaw és coquille csoportok a környék vizein, mezőin és erdeiben halásztak, vadásztak és gyűjtögettek.
Brit és spanyol felfedezők először körülbelül 400 éve kötöttek ki a déli partoknál. 1579-ben az Arago-foknál Sir Francis Drake állítólag tárolóhelyet keresett Golden Hinde hajójának. Ezzel egy időben a régióban tartózkodott Jedediah Smith szőrmekereskedő; a Hudson’s Bay Company a belföldi kereskedőutak felkutatásával Alexander Roderick McLeodot bízta meg.
A Captain Lincoln 1852-es, az Északi-turzáson történt zátonyra futása, valamint a túlélők megmentése és az általuk létesített tábor felkeltette a partok mentén arany után kutatók figyelmét. A Coos Bay Commercial Company 1853-ban a Zsivány-völgy felől útvonalakat létesített a telepesek számára.
A letelepedők megalapították Empire City-t, amely 1896-ig fővárosként szolgált. A környezeti erőforrásokban bővelkedő környék számos vállalkozót vonzott ide, az Empire Cityben és a North Bend-i óvárosban létesített fűrésztelepek és hajógyárak pedig fellendítették a gazdaságot és sok munkást idecsábítottak. A személy- és áruszállításban nagy szerepet kaptak a folyók és csatornák, a szárazföldi mozgatást pedig a városokban létesített elosztóhelyekkel oldották meg.  A korai gazdaság főként a faiparra, hajóépítésre, földművelésre, szénbányászásra és lazacfeldolgozásra épült.
1915 környékén a partvidéken és a folyókon való nehézkes átkelés miatt a régió Oregon többi részétől erősen izolálva volt; ezek áthidalására a Csendes-óceánon közlekedtek, így San Francisco két nap alatt elérhető volt. 1916-ban elindultak az első vonatok, melyeknek köszönhetően a kereskedelem és a turizmus is fejlődésnek indult.
Az első jelentős népességnövekedés az 1920-as években volt, az 1930-as és 1950-es évek között pedig még nagyobb arányú volt. Az Oregon Bay-i Kereskedelmi- és Iparkamara szerint „a hajógyárak a kormány megbízásából a második világháborúval kapcsolatos védelmi célokra aknakeresőket és mentővontatókat gyártottak. A helyi faipari cégek a következő két évtizedben jelentős növekedésnek indultak. Charleston növekedését a mólók bővítése, a kereskedelmi halászat és a rákászás alakította. A North Bend híd (ma McCullough emlékhíd) 1936-os elkészülte és a Roosevelt Highway nagy mértékben hozzájárultak a modern közlekedési módok helyi elterjedéséhez, valamint megvalósították a Coos régió külvilággal való végleges összekötését. A korábbi távoli kerület végül kifejlődött.”
A Franklin Roosevelt megválasztása és beiktatása közötti időszakban a North Bendben jelenlévő egyetlen bank, a First National Bank ideiglenesen bezárta fiókját, amely helyi szinten pénzügyi krízishelyzetet okozott. A problémát a városvezetés a helyi nyomdában készült, amerikai babérból nyomtatott érmékkel orvosolta; az önkormányzat ígéretet tett arra, hogy a 25 centtől 10 dollárig terjedő értékű pénzérméket később igazi valutára váltják.
Miután a bankfiók újra megnyílt, sokan nem voltak hajlandóak beváltani érméiket. A város számos próbálkozás után végül feladta, majd bejelentették, hogy a babérérméket továbbra is lehet fizetésre használni. Az 1960-as évekig általában valódi pénzérmékkel fizettek, de a fennmaradó néhány darab ritkaságuk és történelmi jelentőségük miatt értékessé vált; a feltételezések szerint ma mindössze tíz teljes sorozat maradt fenn.

## Éghajlat
A településen kicsi a hőingás, az átlagos hőmérséklet a decemberi 8 °C és az augusztusi 15,6 °C között változik. A kontinentális légtömeg néha erősebben is befolyásolhatja az időjárást; a hidegrekord (-11 °C) 1990. december 21-én, a melegrekord (38 °C) 1925. június 24-én dőlt meg. A hőmérsékletet az óceáni áramlatok is hűtik, valamint a partok felől érkező nedves, alacsony nyomású levegőnek köszönhetően a telek esőben gazdagak. Nyaranta a partok hűvösebb és a belterületek melegebb hőmérsékleteinek találkozása miatt gyakori a köd, így hidegebb van, mint Eugene-ben vagy Seattle-ben. A városban szinte soha nem hull hó, ám a partokon heves havazás is előfordulhat. A közeli Blanco-csúcs a világ egyik legszelesebb pontja, a téli viharok idején akár 201 kilométer per órás szelek is lehetnek. Évente 25 nap van 10 °C-nál hidegebb, valamint 12 nap fagypont alatti hőmérséklet.
A Köppen-skála alapján a város éghajlata a mediterrán éghajlat erősen száraz- (Csb-vel jelölve), illetve az óceáni éghajlat száraz nyári változata (Cfb-vel jelölve). A legcsapadékosabb a november–január, a legszárazabb pedig a július–augusztus időszak. A legmelegebb hónap július és augusztus, a leghidegebb pedig december.
| Hónap                         | Jan. | Feb.  | Már. | Ápr. | Máj. | Jún. | Júl. | Aug. | Szep. | Okt. | Nov. | Dec.  | Év    |
| ----------------------------- | ---- | ----- | ---- | ---- | ---- | ---- | ---- | ---- | ----- | ---- | ---- | ----- | ----- |
| Rekord max. hőmérséklet (°C)  | 23,3 | 27,8  | 31,1 | 32,2 | 34,4 | 33,3 | 35,6 | 32,8 | 35,0  | 35,0 | 24,4 | 21,1  | 35,6  |
| Átlagos max. hőmérséklet (°C) | 11,1 | 11,7  | 12,2 | 12,8 | 15,0 | 16,7 | 18,3 | 18,3 | 18,3  | 16,1 | 12,8 | 10,8  | 14,5  |
| Átlaghőmérséklet (°C)         | 7,8  | 8,1   | 8,9  | 9,5  | 11,7 | 13,7 | 15,0 | 15,0 | 14,2  | 12,0 | 9,5  | 7,6   | 11,1  |
| Átlagos min. hőmérséklet (°C) | 4,4  | 4,4   | 5,6  | 6,1  | 8,3  | 10,6 | 11,7 | 11,7 | 10,0  | 7,8  | 6,1  | 4,4   | 7,6   |
| Rekord min. hőmérséklet (°C)  | −8,3 | −10,0 | −2,8 | −2,2 | 0,6  | −5,6 | 3,9  | 1,1  | 1,1   | −2,2 | −6,7 | −18,0 | −18,0 |
| Átl. csapadékmennyiség (mm)   | 259  | 200   | 199  | 131  | 86   | 50   | 13   | 16   | 40    | 120  | 260  | 283   | 1657  |
| Forrás: The Weather Channel   |      |       |      |      |      |      |      |      |       |      |      |       |       |

## Népesség

### 2010
A 2010-es népszámláláskor a városnak 9695 lakója, 4113 háztartása és 2495 családja volt. A népsűrűség 955,2 fő/km2. A lakóegységek száma 4450, sűrűségük 438,4 db/km2. A lakosok 89,3%-a fehér, 0,3%-a afroamerikai, 2,3%-a indián, 1,7%-a ázsiai, 0,2%-a a Csendes-óceáni szigetekről származik, 1,3%-a egyéb, 4,9%-a pedig kettő vagy több etnikumú. A spanyol vagy latino származásúak aránya 5,8% (4,1% mexikói, 0,3% Puerto Ricó-i, 0,1% kubai, 1,3% egyéb spanyol vagy latino származású.)
A háztartások 28,7%-ában élt 18 évnél fiatalabb. 43,9% házas, 12,4% egyedülálló nő, 4,4% egyedülálló férfi, 39,3% pedig nem család. 30,8% egyedül élt; 13,6%-uk 65 éves vagy idősebb. Egy háztartásban átlagosan 2,33 személy élt; a családok átlagmérete 2,87 fő.
A medián életkor 41,3 év volt. A város lakóinak 21,9%-a 18 évesnél fiatalabb, 8,8% 18 és 24 év közötti, 23,3%-uk 25 és 44 év közötti, 28,2%-uk 45 és 64 év közötti, 17,6%-uk pedig 65 éves vagy idősebb. A lakosok 47,6%-a férfi, 52,4%-a pedig nő.

### 2000
A 2000-es népszámláláskor  a városnak 9544 lakója, 3969 háztartása és 2556 családja volt. A népsűrűség 940,3 fő/km2. A lakóegységek száma 4291, sűrűségük 422,8 db/km2. A lakosok 92,49%-a fehér, 0,38%-a afroamerikai, 1,79%-a indián, 1,31%-a ázsiai, 0,34%-a a Csendes-óceáni szigetekről származik, 1,03%-a egyéb-, 2,67%-a pedig kettő vagy több etnikumú. A spanyol vagy latino származásúak aránya 3,71% (2,4% mexikói, 0,1% Puerto Ricó-i, 0,1% kubai, 1,1% pedig egyéb spanyol/latino származású.)
A háztartások 30,9%-ában élt 18 évnél fiatalabb. 49,8% házas, 11,5% egyedülálló nő; 35,6% pedig nem család. 30,1% egyedül élt; 13,9%-uk 65 éves vagy idősebb. Egy háztartásban átlagosan 2,35 személy élt; a családok átlagmérete 2,91 fő.
A város lakóinak 24,6%-a 18 évesnél fiatalabb, 7,9% 18 és 24 év közötti, 25,8%-uk 25 és 44 év közötti, 24,6%-uk 45 és 64 év közötti, 17,1%-uk pedig 65 éves vagy idősebb. A medián életkor 40 év volt. Minden 100 nőre 90,3 férfi jut; a 18 évnél idősebb nőknél ez az arány 87,5.
A háztartások medián bevétele 33 333 amerikai dollár, ez az érték családoknál $41 755. A férfiak medián keresete $34 494, míg a nőké $23 244. A város egy főre jutó bevétele (PCI) $16 703. A családok 11,8%-a, a teljes népesség 14,8%-a élt létminimum alatt; a 18 év alattiaknál ez a szám 20%, a 65 évnél idősebbeknél pedig 13%.

## Indián vezetés

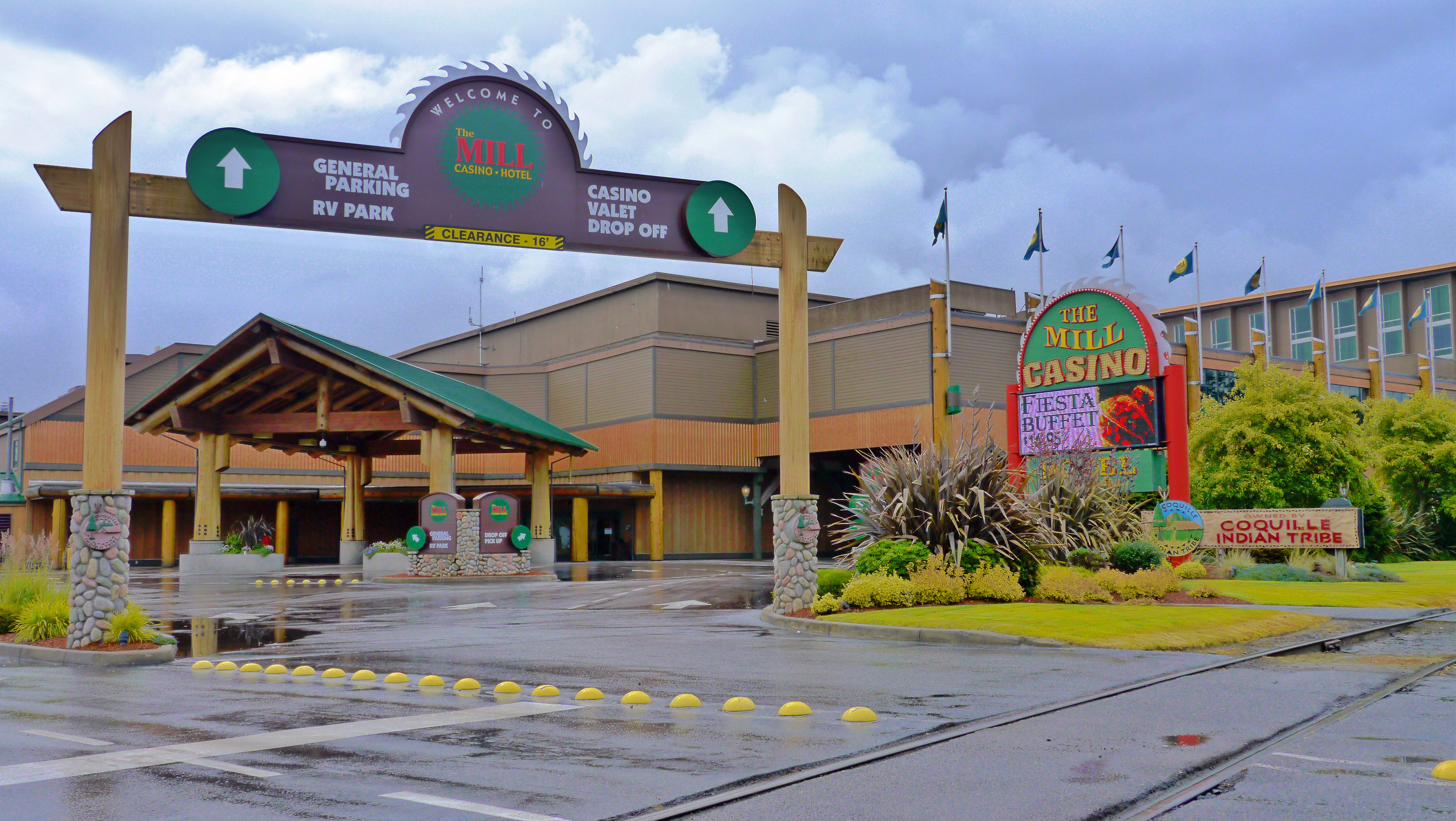
The Mill Casino and Hotel

A településen van a szövetségi kormány által elismert, az oregoni partvidéken élő őslakosokat magába tömörítő coquille törzs székhelye. A szervezet számos vállalkozás tulajdonosa; ilyenek például a The Mill Casino and Hotel, egy bioáfonyafarm, egy fogyatékosokat segítő intézet és az ORCA Communications telekommunikációs szolgáltató.

## Látnivalók

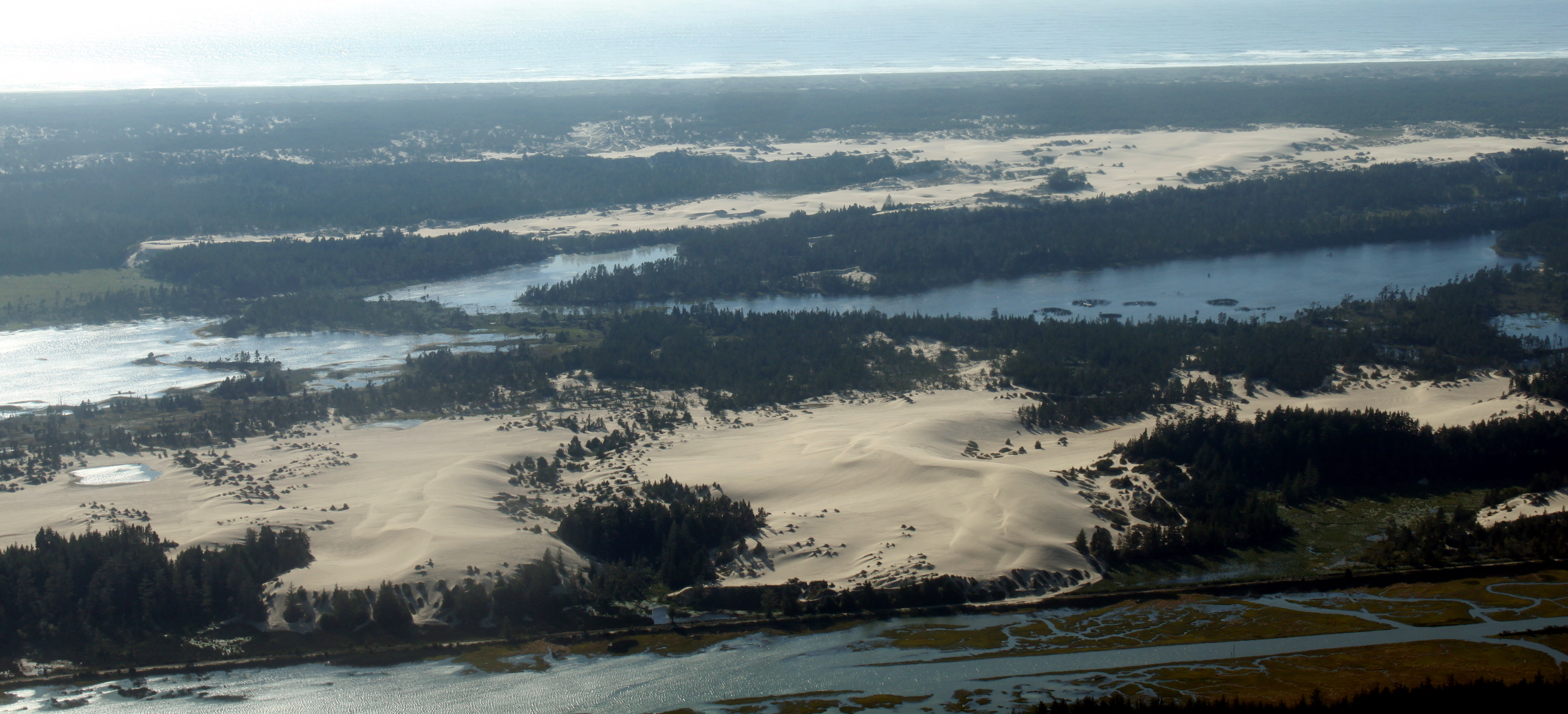
Oregon Dunes National Recreation Area

A település az óceánparthoz közel helyezkedik el, nem messze található például az Oregon Dunes National Recreation Area, ahol kempingezésre és quadozásra is lehetőség nyílik. A várostól északra kezdődő területet évente körülbelül 1,5 millió ember keresi fel. A helységhez tartozik egy a Coos-öbölre nyíló dokk, valamint 2010-ben a városfejlesztési program keretében elkészült egy betonburkolatú kikötő és a hozzá tartozó sétányrendszer. A helyi uszodában egy 50 méter hosszú, olimpiai versenyek rendezésére is alkalmas medence található. A településen van a Pony Village Mall bevásárlóközpont, valamint a helyi indián közösség tulajdonában lévő The Mill Casino and Hotel, ahol kaszinó, hotel és éttermek találhatóak. North Bendtől 40 km-re délre fekszik a Bandon Dunes Golf Resort.
A városhatáron kívül épült fel a Coos Történelmi Múzeum új épülete, amelyet 2014-ben telepítettek át a belterületi részről. A megye történelmét bemutató létesítményt az egész világról látogatják.

## Közlekedés

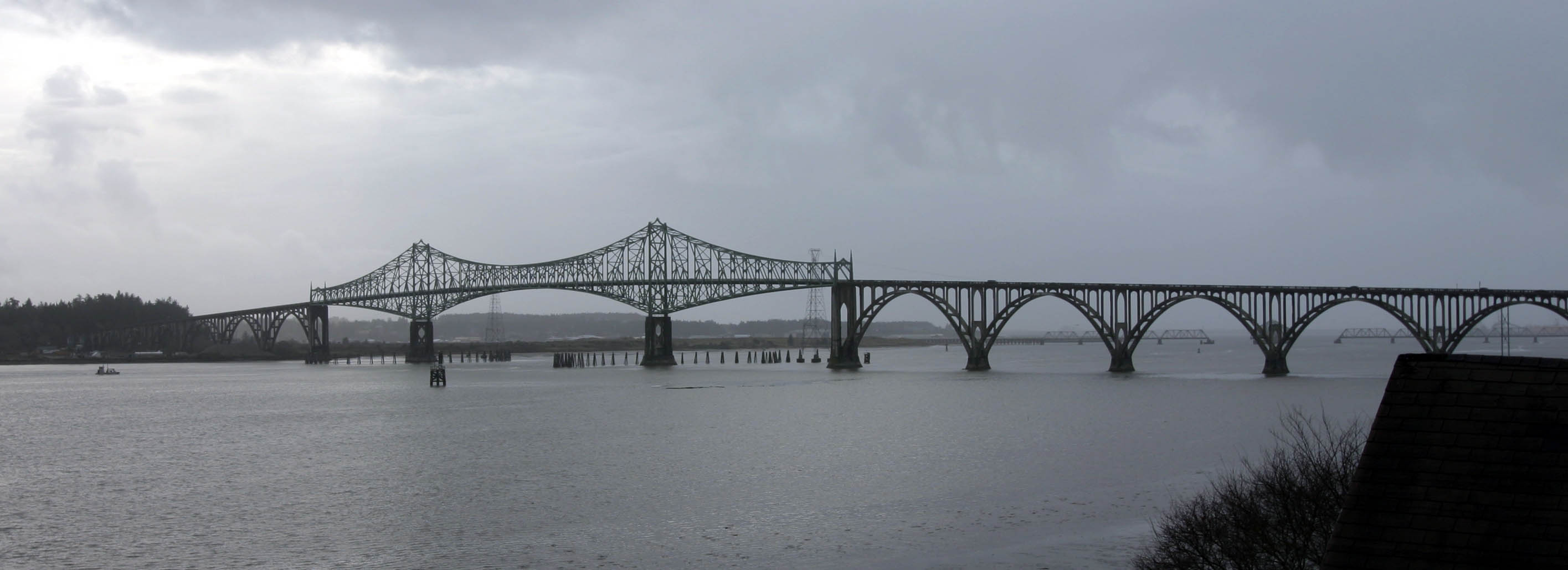
A Conde McCullough emlékhíd

### Autóbusz
A Porter Stage Lines Coos Bay és Ontario közötti járatai a települést is érintik; megállási rendjükkel Eugene-ben átszállási lehetőséget biztosítanak az Amtrak vonataira és a Greyhound Lines autóbuszaira is.

### Közút
A településen kettő, a 101-es út részét képező híd (Conde McCullough emlékhíd és Haynes-öböli híd) található. A Yellow Cab vállalat a teljes megyét lefedő taxiszolgáltatást nyújt.

### Légi közlekedés
A településtől nem messze fekszik a Délnyugat-oregoni regionális repülőtér.

## Média

### Rádió
| Középhullám (AM)      | Középhullám (AM)                 | Középhullám (AM)            |
| Frekvencia [kHZ]      | Hívójel                          | Tematika                    |
| --------------------- | -------------------------------- | --------------------------- |
| 630                   | KWRO                             | kereskedelmi                |
| 700                   | KGRV                             | keresztény                  |
| 1030                  | KDUN                             | kereskedelmi                |
| 1230                  | KHSN                             | kereskedelmi                |
| 1340                  | KBBR                             | kereskedelmi                |
| 1420                  | KMHS                             | gimnáziumi                  |
| Ultrarövidhullám (FM) |                                  |                             |
| Frekvencia [MHz]      | Hívójel                          | Tematika                    |
| 88,5                  | KSBA (Jefferson Public Radio)    | hírek, felnőtt kortárs zene |
| 89,1                  | KSOR (Jefferson Public Radio)    | hírek, klasszikus zene      |
| 90,9                  | KJCH                             | keresztény                  |
| 91,3                  | KMHS-FM                          | gimnáziumi                  |
| 91,7                  | K219CK (a KEAR-FM átjátszóadója) |                             |
| 92,9                  | KDCQ                             | kereskedelmi                |
| 94,9                  | KTEE                             | kereskedelmi                |
| 95,7                  | KTEE                             | kereskedelmi                |
| 97,3                  | KSHR-FM                          | kereskedelmi                |
| 98,7                  | KYTT                             | keresztény                  |
| 99,5                  | KJMX                             | kereskedelmi                |
| 100,3                 | KJMX                             | kereskedelmi                |
| 102,1                 | KVIP                             | keresztény                  |
| 105,9                 | KLJN                             | kereskedelmi                |
| 107,3                 | KOOS                             | kereskedelmi                |

### Televízió
| Csatorna | Hívójel                           | Tulajdonos  | Város       |
| -------- | --------------------------------- | ----------- | ----------- |
| 11       | KCBY (a KVAL-TV átjátszóadója)    | CBS/This TV | Eugene      |
| 14       | K14MQ-D (a KLSR-TV átjátszóadója) | FOX         | Eugene      |
| 17       | K17AA (a KEPB átjátszóadója)      | PSB/OPB     | Eugene      |
| 23       | KMCB (a KMTR átjátszóadója)       | NBC         | Eugene      |
| 27       | K27CL-D (a KEZI átjátszóadója)    | ABC         | Eugene      |
| 36       | K36BX (a KOBI átjátszóadója)      | NBC         | Medford     |
| 44       | K44FH-D (a KBLN-TV átjátszóadója) | 3ABN        | Grants Pass |

### Újság
A város napilapja a The World, amelyet hétfőtől csütörtökig 5500, szombaton pedig 6500 példányban adnak ki.

## Fordítás
Ez a szócikk részben vagy egészben  a   North Bend, Oregon című angol Wikipédia-szócikk ezen változatának fordításán alapul.  Az eredeti cikk szerkesztőit annak laptörténete sorolja fel. Ez a jelzés csupán a megfogalmazás eredetét és a szerzői jogokat jelzi, nem szolgál a cikkben szereplő információk forrásmegjelöléseként.